# Скоростная железная дорога Цзинань — Шицзячжуан
Скоростная железная дорога Цзинань — Шицзячжуан (кит. 石济客运专线) длиной 319 км соединяет столицу провинции Шаньдун город Цзинань со столицей провинции Хэбэй городом Шицзячжуан. В дальнейшем дорога станет частью Высокоскоростной пассажирской линией Циндао — Тайюань. Соседние секции Циндао — Цзинань и Шицзячжуан — Тайюань уже введены в эксплуатацию. Начало строительства дороги — в 2009 году.В 2013 году объявили что строительство скоро начнётся и займёт 4 года 
В Цзинане возможен переход на Пекин-Шанхайскую высокоскоростную железную дорогу.
В Шицзячжуане возможен переход на высокоскоростную железную дорогу Пекин — Гонконг, участки которой должны быть пущены в 2012 году.

## Остановки
1. Цзинань — Северный (кит. 济南北站)
2. Цзихэ (кит. 齐河站)
3. Дэчжоу — Восточный (кит. 德州东站)
4. Синьцзи — Южный (кит. 辛集南站)
5. Хэншуй (кит. 衡水站)
6. Гаошэн — Южный(кит. 藁城南站)
7. Шицзячжуан — Восточный (кит. 石家庄东站)
8. Шицзячжуан — Северный (кит. 石家庄北站)